# Pierre Clostermann
Pierre Clostermann, né le 28 février 1921 à Curitiba (Brésil), mort le 22 mars 2006 à Montesquieu-des-Albères (Pyrénées-Orientales), est un aviateur français qui s'est distingué au cours de la Seconde Guerre mondiale.
Surnommé « Premier chasseur de France », il est le plus grand as français de la Seconde Guerre mondiale avec 33 victoires aériennes homologuées et 5 probables, la plupart remportées contre des chasseurs ennemis. 
Il est fait compagnon de la Libération avant de devenir une personnalité politique, un industriel et un écrivain à succès.

## Biographie
Pierre, Henri, Clostermann est le fils d'un diplomate français — d'origine alsacienne et lorraine — en poste au Brésil, où il croise Jean Mermoz et Henri Guillaumet, alors pilotes de l'Aéropostale. En 1935, il reçoit son baptême de l'air sur l'hydravion Latécoère 521 Lieutenant de Vaisseau Paris sur l'étang de Biscarrosse. En 1937, à l'âge de seize ans, il apprend à piloter à l'aéroclub du Brésil à Manguinhos sur Bücker Bü 131 Jungmann et Bü 133 Jungmeister avec pour instructeur l'allemand Arthur « Karl » Benitz, qui sera tué en vol durant la guerre. En 1937, il étudie au lycée franco-brésilien Molière, à Rio de Janeiro. Parallèlement, il commence à écrire des chroniques pour le journal Correio da Manhã.
De 1938 à 1940, il suit les cours d'ingénieur aéronautique de la Ryan School of Aeronautics à San Diego aux États-Unis. En 1940, il obtient son diplôme d'ingénieur en aéronautique et son brevet de pilote professionnel. Il rejoint alors l'Angleterre, via le Brésil, l'Uruguay et l'Afrique du Sud, pour s'engager dans les Forces aériennes françaises libres (FAFL). Il a déjà 315 heures de vol à son actif.

## Carrière militaire

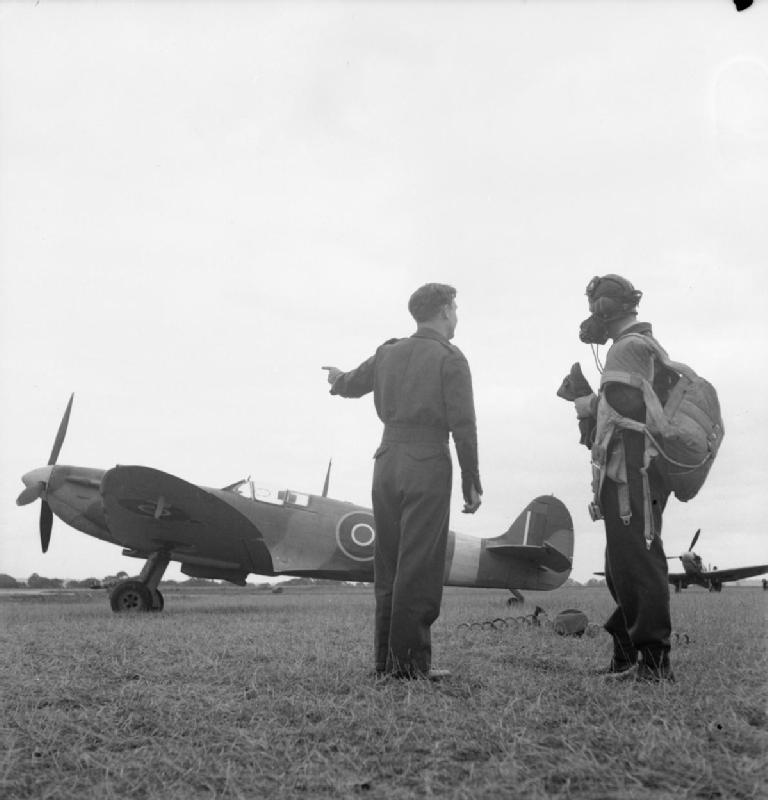
Un élève nouvellement qualifié découvre en compagnie de son instructeur le Supermarine Spitfire, un modèle Mark IIB, immatriculé P8315, avec son instructeur à Rednal dans le Shropshire. No. 61 Operational Training Unit

### Débuts en école de chasse
Pierre Clostermann arrive en Angleterre en mars 1942. Il est testé en vol à l'école élémentaire de pilotage de Sywell sur un De Havilland DH.82 Tiger Moth et un vol sur Miles Magister où il est noté average (dans la moyenne). Il y rencontre par ailleurs celui qui deviendra son meilleur ami, Jacques Remlinger. Il est sélectionné pour suivre les cours d'élève-officier de la Royal Air Force (RAF) au Royal Air Force College de Cranwell où il vole pendant quatre mois sur Miles Master. Il y apprend « les procédures anglaises, les systèmes locaux de navigation, la lecture de carte en rase-mottes dans le brouillard, ». Il en sort noté above the average (au-dessus de la moyenne) avec d'excellentes notes à l'écrit dont un 100 sur 100 en reconnaissance des appareils.

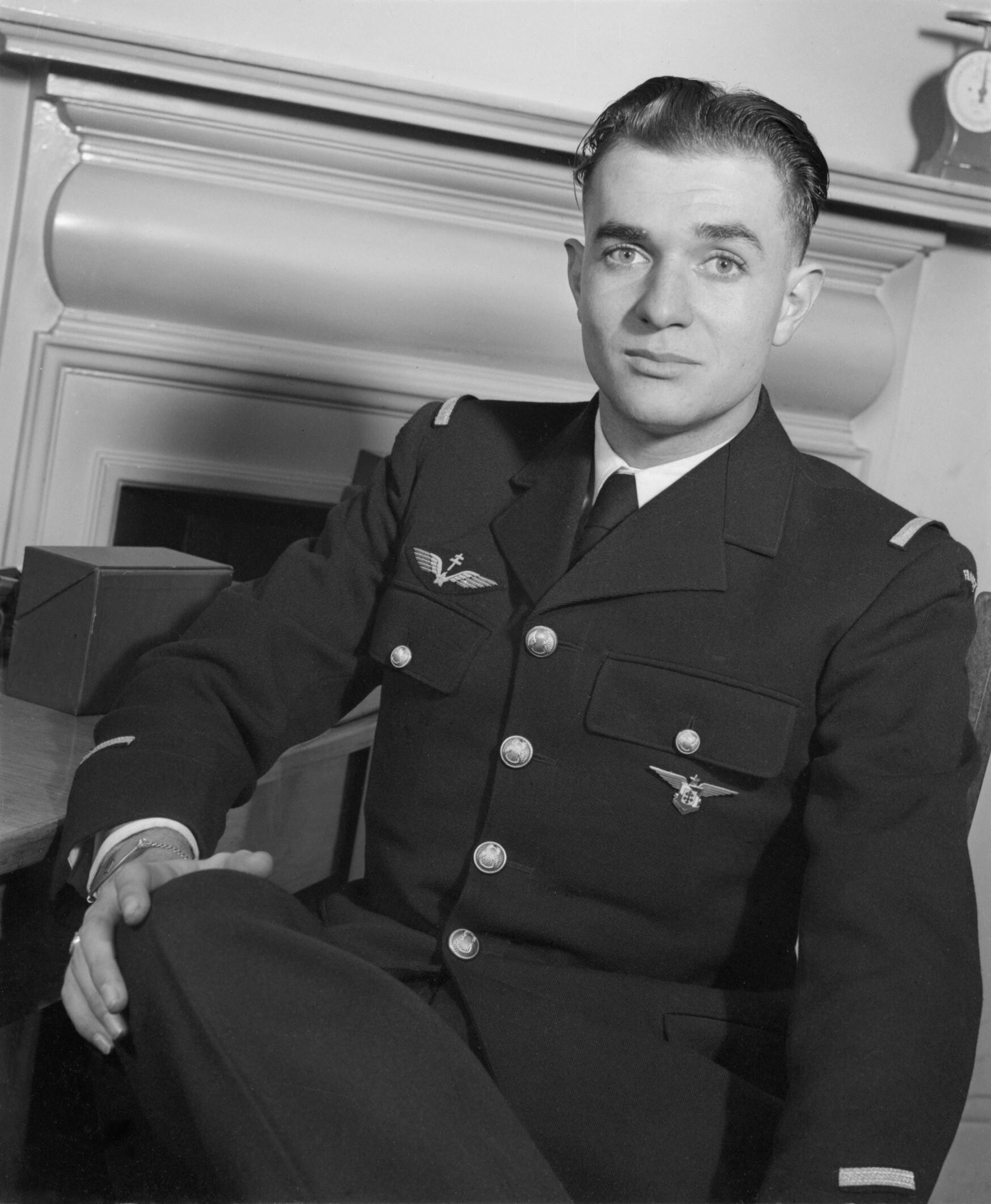
Pierre Clostermann dans son uniforme français lorsqu'il servait avec le 341 squadron « Alsace » des FAFL.

En janvier 1943, il achève sa formation à l'Operational Training Unit no 61 (no 61 OTU) basée à Rednal (Pays de Galles). Il y effectue son premier vol sur le Supermarine Spitfire (matricule TO-S). Deux mois durant, il s'entraîne au pilotage du Spitfire et aux techniques du combat aérien. Il sort d'OTU à nouveau noté average.

### Débuts en opérations (FAFL)

#### OTU
Le sergent Pierre Clostermann est affecté au 341 squadron à l’issue de cette période en OTU. Il participe ainsi à la création de l’unité qui deviendra le groupe de chasse « Alsace ». Le 341 squadron est fondé officiellement le 15 janvier 1943 sur la base de Turnhouse en Écosse et son commandement confié au commandant René Mouchotte. Le rôle assigné à cette nouvelle unité française au sein de la RAF est de réunir les « anciens de Libye et de Syrie » et les « Français isolés dans la RAF».

#### Turnhouse
Clostermann arrive probablement (son nom n’est pas cité explicitement) le 26 janvier 1943 à Turnhouse. L'Operation Record Book (ORB) du 341 squadron indique que quatre sergents arrivent ce jour-là. Le squadron n’est cependant pas encore doté d’avions. Ceux-ci arrivent au compte-gouttes à partir du 27 janvier (1er spitfire) puis le 28 janvier (2 exemplaires) et le 1er février (6 exemplaires) (source ORB). Ce qui porte le total d’avions disponibles à 9 le 1er février.
L’entraînement de l’escadrille commence le mardi 2 février 1943 avec 9 appareils sur les 18 avions constituant l’effectif ordinaire d’une unité et 17 pilotes sur les 30 théoriques d’un escadron. Le commandant Mouchotte consacre les deux premiers mois d’existence du 341 squadron à la maîtrise du vol en formation (février) puis à la maîtrise des formes de combats (air-sol, air-air, air-mer) en mars. Mouchotte écrit à propos de cette période : « le premier mois, j’ai l’intention de travailler extrêmement prudemment afin d’amener tout le monde dans le bain et mettre tout à fait au point le nouveau type de formation que j’ai créé. […] Nous ne cherchons pas à abattre le boche au début mais à comprendre notre métier, à améliorer notre forme, à la rendre parfaite comme une belle machine aux rouages huilés ». L’effectif en matériel et en hommes se complète au cours du mois de février et au début du mois de mars.

#### Biggin Hill
L’avis de mouvement vers l’aérodrome de Londres Biggin Hill, en remplacement du 340 squadron « Île de France », une autre unité des Forces aériennes françaises libres, arrive le 18 mars. Clostermann et ses camarades prennent leur quartier sur la célèbre base le 20 mars.
La vie opérationnelle de l’unité commence réellement le 27 mars par une prise d’alerte (readiness). Dès le lendemain, l'unité enchaîne avec une mission scramble, ce qui est une première pour Pierre Clostermann. Il vole alors durant 1 h 45. 
Jacques Remlinger rejoint le 341 squadron le 15 avril (il le quittera au mois d’août 1943 pour retourner au 602 squadron).
Clostermann vole une dizaine d’heures en opération chaque mois entre avril et août. Les missions qu’il accomplit avec son escadrille consistent essentiellement à escorter des bombardiers au-dessus de la France (Rodeo, Ramrod (en) et parfois en Circus (en)). Il seconde le capitaine Martell dont il est assez régulièrement le no 2 (l’équipier chargé de couvrir, défendre le leader). Le 11 mai, Clostermann rate un atterrissage au retour d'une mission (Circus 295, escorte de six B-25 Mitchell) ; le capitaine Martell l'interdit alors d'opérations pour cinq jours.
Le 27 juillet 1943, Clostermann obtient ses deux premières victoires, en abattant deux Focke-Wulf Fw 190 au cours de la même mission.
La dernière mission répertoriée dans l’Operation Record Book du 341 squadron que Pierre Clostermann accomplit avec cette unité se déroulera le 27 août en fin d’après-midi. Clostermann est ailier du commandant René Mouchotte. Lors de l’accrochage avec l’aviation allemande, la formation de Mouchotte se retrouve en grande difficulté face à de nombreux avions allemands : « Qu'attend le contrôleur pour nous envoyer des renforts ? – 24 contre 90 – Nous n'avons guère de chances d'en sortir. » Le moteur de Clostermann coupe pendant une seconde et il perd alors le contact avec son leader sans jamais parvenir à le retrouver. Clostermann se voit alors en bonne position pour attaquer un Focke-Wulf Fw 190 qu´il abat. Ce sera sa troisième victoire homologuée. René Mouchotte disparaît au cours de cette mission (son corps est retrouvé quelques jours plus tard sur une plage belge).
Une polémique naîtra à la suite de la disparition de ce chef respecté de tous. En effet, certains lient directement la disparition de René Mouchotte avec la séparation entre les deux équipiers lors du combat et y voient une faute impardonnable.
En 1946, lorsque le corps de René Mouchotte est identifié par les autorités britanniques chargées de rechercher les pilotes disparus, les documents médicaux montrent qu’il ne portait aucune trace de blessure extérieure (signe qu’il n’a pas été blessé en combat) et que ses poumons ne contenaient pas d’eau (signe qu’il ne se serait pas noyé). Clostermann dans son livre de souvenirs évoque davantage la fatigue (Mouchotte se plaignait dans ses carnets de sa très grande fatigue) et l’usure sur l’organisme des vols en haute altitude.
Le remplaçant de Mouchotte à la tête de l'escadron, le commandant Bernard Dupérier, suspend Clostermann de vol de groupe. Celui-ci n'effectue plus alors, au cours des quatre semaines suivantes, que trois vols de reconnaissance météo, trois séances d'acrobatie, et un vol pour la calibration d'une station radar le 25 septembre où, prévenu de la présence d'un avion ennemi, il touche un Messerschmitt Bf 109 G qui lui est homologué comme endommagé.

### Détachement dans la RAF
Le Wing Commander Malan et le Squadron Leader Al Deere, sans doute conscients de la situation vécue par le Français au sein du 341 squadron, lui offrent la possibilité de rejoindre l'unité de son choix. Clostermann demande alors son affectation au 602 Squadron « City of Glasgow » pour y rejoindre son ami Jacques Remlinger.
Il rejoint le 602 squadron le 26 septembre 1943. L'unité est alors basée à Newchurch, à quelques kilomètres d'Ashford au sud-est de l'Angleterre. L'escadron occupe en réalité un terrain provisoire situé dans la périphérie de Newchurch, à côté de Dungeness. Il est encore équipé de Spitfires Vb, un modèle ancien. Ces chasseurs sont de type LF (Low Fighter, chasseur de basse altitude) à ailes raccourcies, optimisés pour les missions à basse altitude. Clostermann n'accomplira que quelques missions sur cet appareil.

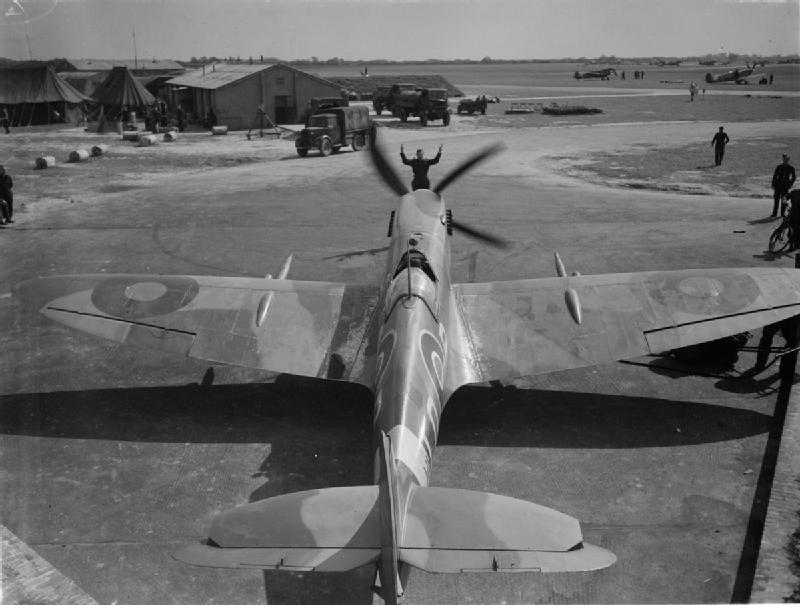
Le Supermarine Spitfire Mark IXB, immatriculé MH809 'LO-P' du 602 Squadron de la RAF est guidé hors de son aire de parking sur la base de Ford dans le Kent.

Le 602 squadron change de base le 12 octobre et se pose pour trois mois à Detling, une base proche de Londres. Il est alors équipé du Spitfire IXB.
Le 14 octobre 1943, Clostermann doit certainement participer à la mission du 602 qui consiste à escorter les bombardiers B-17 Flying Fortress et B-24 Liberator revenant du deuxième bombardement de l'usine de roulements à billes de Schweinfurt. Mais, alors que le 602 et d'autres escadrons sont prêts à décoller, le contrôle annule la mission à cause d'une météo trop mauvaise.
En décembre, son escadron est chargé d'escorter les Hawker Hurricane qui s'en vont bombarder les rampes de lancement des V-1 que l'armée allemande entreprend de construire dans le nord de la France.
Le 17 janvier 1944, le Squadron 602 prend ses quartiers aux îles Orcades sur la base de Skaebrae et retrouve le modèle Vb que Clostermann appréciait peu. La nature des missions change, il s'agit de protéger la base navale de Scapa Flow des intrusions de la Luftwaffe. Outre les missions quotidiennes, Pierre Clostermann et son ami Jacques Remlinger y mènent une vie insouciante et joyeuse, empruntant notamment un jour l'avion personnel du chef de la base pour que Remlinger puisse rejoindre l'une de ses nombreuses conquêtes. Clostermann passe la journée du 23 janvier à bord du cuirassé Richelieu.
Le 21 février, Clostermann fait son premier vol sur un des quelques Spitfire Mk VII d'intercerption à haute altitude dont dispose l'escadron. La veille, le Pilot Officer « Ian » Blair a abattu un Messerschmitt Bf 109 G de reconnaissance à bord d'un Spitfire Mk VII, mais, touché par des débris, a dû se poser sur le ventre.
Le 7 mars 1944, Clostermann est contraint à un atterrissage sur le ventre à la suite d'une panne mécanique, alors que la nuit est déjà tombée. Il en sort avec un bleu au genou.
Le 12 mars 1944, l'unité se déplace au sud-est, à portée opérationnelle de la France, et retrouve la base de Detling dans le comté de Kent. Le 602 squadron fait partie des escadrilles choisies pour expérimenter le bombardement en piqué. Pendant une semaine, du 13 mars au 20 mars, Clostermann et ses équipiers s'entrainent à cette nouvelle technique au polygone de tir de la RAF à Llanbedr au pays de Galles. Le retour à Detling se fait le 20 mars,.
Clostermann redécolle en opération à partir du 22 mars. Puis le 13 avril, le 602 squadron et le 132 squadron bombardent le site de lancement de V1 de Bouillancourt-en-Séry au sud-est du Tréport. Pierre Clostermann fera une quinzaine de ces missions, qui alternent avec les escortes de bombardiers américains au-dessus du territoire français. Lors de ces missions, il observe, impuissant, l'imprécision de ces bombardements dont est victime la population civile des sites visés.
L'invasion de l'Europe se prépare et le 602 squadron prend ses quartiers à Ford, une base située près de Brighton le 18 avril 1944. Dans son livre Le Grand Cirque, il souligne le rythme très soutenu des missions, parfois deux dans la même journée, à cette époque.
Les 16-17 mai puis le 2 juin, Clostermann accompagne le Group Captain Rankin au quartier général des forces aériennes alliées. En tant qu'aide de camp, il participe à l'élaboration des plannings des opérations préliminaires du jour « J » pour la chasse. Il n'a alors plus l'autorisation de voler au-dessus des territoires occupés avant le jour « J » passé de dix heures. Les secrets dont il a la connaissance, notamment les informations, même parcellaires, concernant les premières heures du « débarquement » ne doivent pas tomber entre les mains allemandes.

#### Débarquement deNormandie
Le 6 juin, il respecte son engagement et ne recommence à voler que 11 heures après le début du jour « J ». Il participe aux deux dernières opérations de patrouilles de la journée du 602 squadron au-dessus des plages de Normandie et vole au-dessus de Utah Beach en fin d'après-midi et au-dessus d'Omaha Beach en début de nuit.

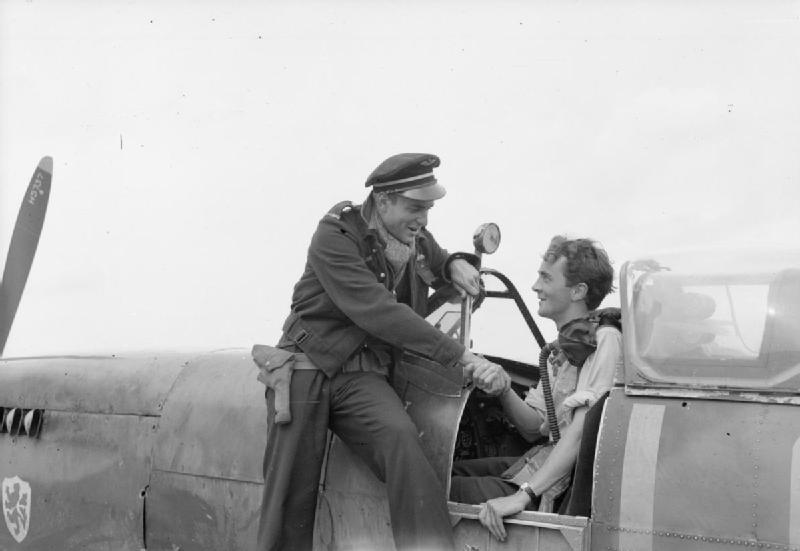
Le sous-lieutenant Pierre Clostermann (à gauche) félicite le Flight Lieutenant Ken L. Charney encore assis dans le cockpit de son Supermarine Spitfire Mark IXB, au retour à la base B11 de Longues en Normandie, après qu'ils eurent chacun abattu un FW 190.

Clostermann vole toujours avec Remlinger, tantôt comme ailier, tantôt comme leader, lors de nombreuses missions d'attaques au sol, non sans ramener leurs avions troués par une flak allemande toujours plus précise. Le 11 juin, les deux hommes sont les premiers pilotes français à se poser sur le territoire national, sur l'aérodrome B-2 de Bazenville. Clostermann revendique 5 succès en combat aérien au cours de cette campagne et autant de victoires probables avant d'être retiré des opérations actives.
Il reçoit la DFC — qui récompense 300 missions de guerre et 11 victoires suivant les critères de la RAF — en même temps qu’il conclut son premier tour d’opération le 7 juillet 1944. Il est retiré des opérations immédiatement. Sa décoration lui est remise par le ministre de l’air, Sir Archibald Sinclair alors qu’il est encore cantonné sur la base de Longues-sur-Mer en Normandie. Il quitte la France le 27 juillet 1944.

Il passe les trois mois qui suivent au service de presse de l’état-major. Début décembre 1944, il décide de retourner en opération. Son objectif est d'être affecté à l'escadre de chasse 122 (122 Wing) qui se préparait à partir sur le front. Cependant, il apprend que son nom est inscrit sur la liste des pilotes interdits de vol par le général De Gaulle lui-même, Clostermann contourne le problème et parvient, grâce à l'appui de connaissances, à être affecté au 122 Wing majoritairement équipé du chasseur ultra-moderne Hawker Tempest V. Véritable unité d'élite, elle est la seule à tenir tête aux chasseurs allemands pendant les deux semaines qui suivent l'opération Bodenplatte du 1er janvier 1945.

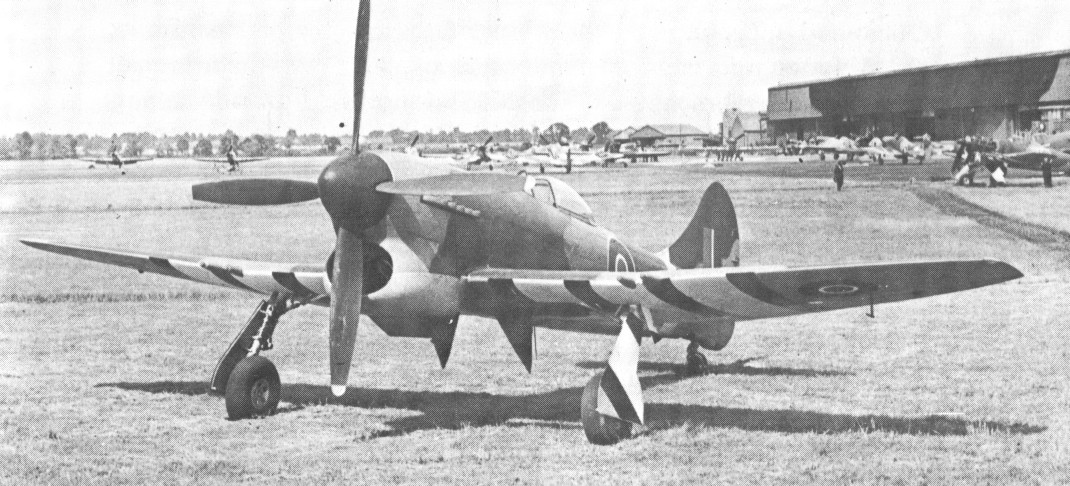
Pierre Clostermann a volé sur Hawker Tempest pendant la campagne de Hollande en 1945.

### Sur le sol européen

#### Sur Tempest dans la RAF

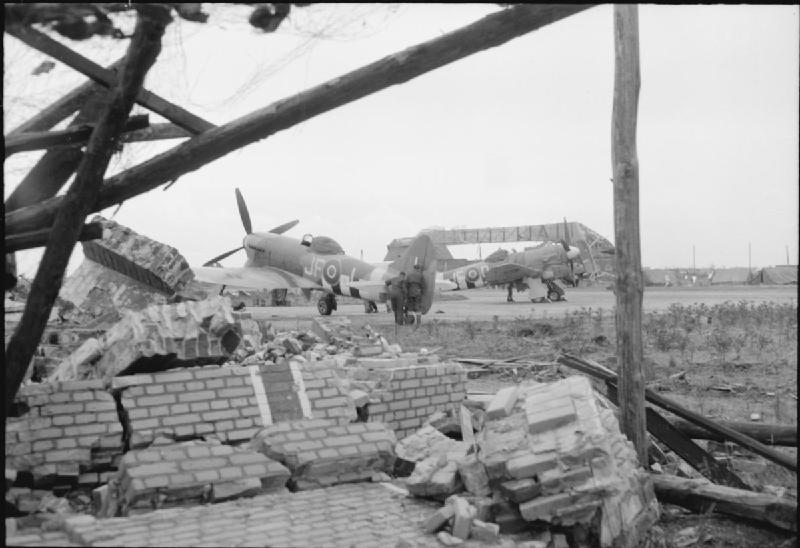
Photographiés depuis un hangar effondré, 2 Hawker Tempest du 3 squadron sont en cours d'entretien sur un parking de la base B80 de Volkel en Hollande.

Le sous-lieutenant Clostermann se présente à l'aérodrome B.80 situé à Volkel aux Pays-Bas, par un hiver glacial, le 28 février 1945, jour même où l'as de l'escadre, l'Américain David Fairbanks, est abattu et capturé. Clostermann est d'abord affecté comme Flight Lieutenant (capitaine) surnuméraire au « B » flight du 274 squadron, qu'il doit quitter à la mi-mars après avoir abandonné plusieurs fois sa formation en vol. Il est affecté, toujours comme surnuméraire, au « B » flight du 56 squadron, qu'il quitte à nouveau pour indiscipline, obtenant son premier commandement d'escadrille au « A » flight du 3 squadron.
Le 122 Wing, utilisant les bonnes performances du Tempest, est chargé de contenir la Luftwaffe (en particulier le Me 262 à réaction) ainsi que d'attaquer le réseau ferré ennemi et sa DCA meurtrière. Plusieurs de ses chefs y laissent leur vie essentiellement à cause de la terrible Flak allemande, que Pierre Clostermann redoute.

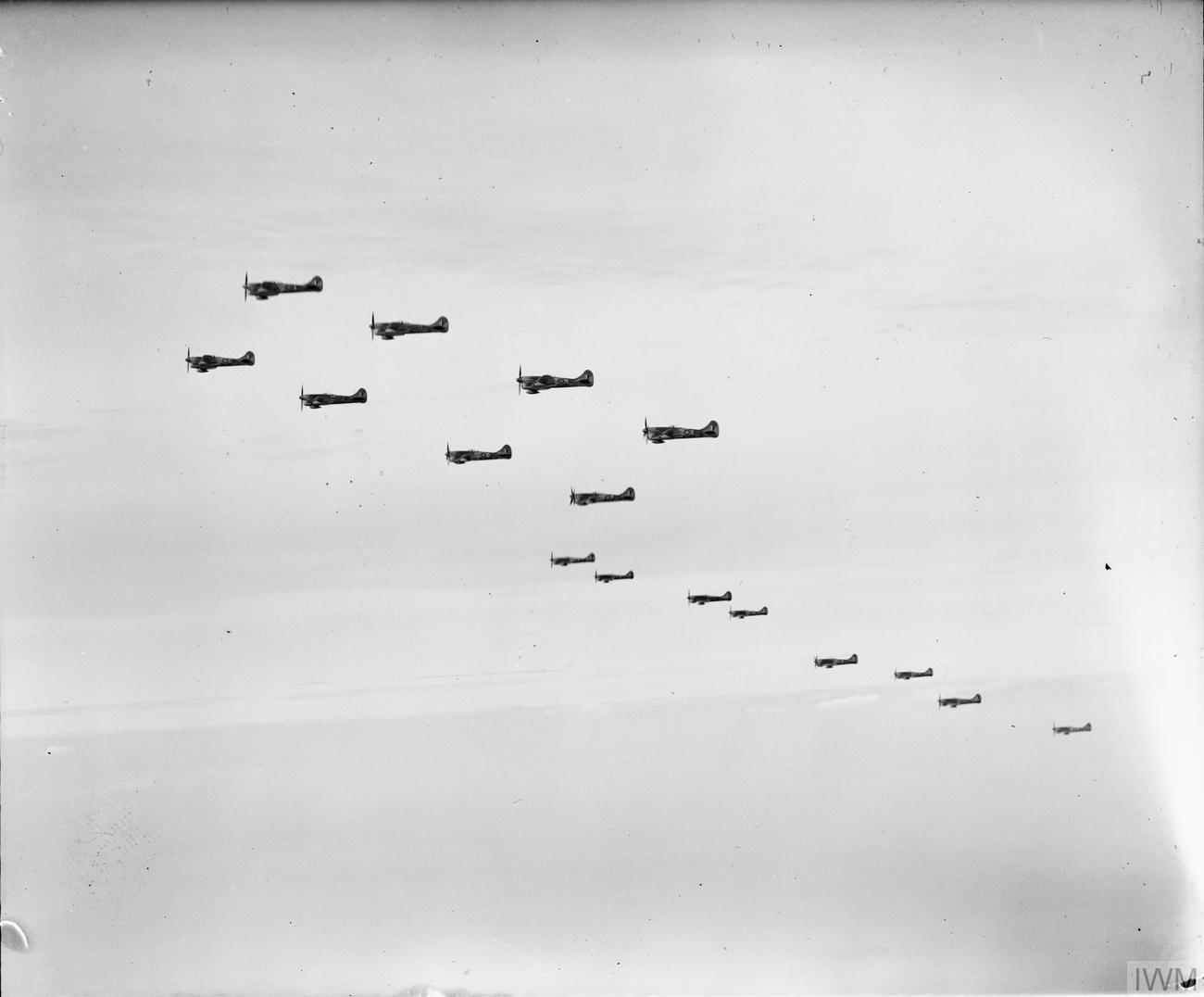
Une formation de Hawker Tempest Mark V du 122 Wing revient à la base B.80 de Volkel, en Hollande, après avoir attaqué des trains ennemis à l'est du Rhin. Les huit premiers avions sont du 80 squadron, les autres du 486 squadron néo-zélandais.

Les missions se succèdent à un rythme effréné, souvent sous une météo déplorable. Le 16 avril, le Wing Commander Flying Brooker est porté disparu. Le commandement de la formation est confié au Wing Commander Evan D. Mackie. Cependant, celui-ci, à la tête du 80 squadron, est retourné avec son unité au Royaume-Uni pour une période de deux semaines d’entraînement au tir, au camp de Warmwell. En son absence, le 122 Wing est mené au combat par les divers Squadron Leaders. Clostermann, de son côté, dispose de plus d'autonomie dans son poste de commandant d'escadrille.
Le 122 Wing occupe alors l'aérodrome de Rheine-Hopsten (B.112) en Allemagne et devient la première unité aérienne à opérer depuis le sol allemand. Les 3 squadron et 56 squadron opéreront ensuite depuis l'aérodrome de Fassberg (B.152). C'est depuis cette dernière base que Clostermann partira en mission dans les derniers jours de la guerre,.
Le 20 avril, il est blessé à la jambe droite et effectue son seul atterrissage sur le ventre de la guerre car l'hydraulique du train d'atterrissage est hors service. Sous le choc de l'atterrissage, sa tête heurte le collimateur. Il est hospitalisé quelques jours à Eindhoven et reprend sa place en escadron le 3 mai.
Le 3 mai, Pierre Clostermann remplit trois missions au cours de la journée. À l'aube, il attaque un aérodrome où il détruit au sol un Fw 190 et en revendique deux autres endommagés - qui seront par la suite requalifiés comme « probablement détruits ». Sa seconde mission est une reconnaissance côtière au cours de laquelle il détruit huit camions. Enfin, le soir même, il décolle à nouveau à la tête de quatre Tempest à l'attaque de l'hydrobase de Großenbrode et de l'aérodrome adjacent. Lors de son attaque, il mitraille deux Blohm & Voss BV 138 et un Dornier Do 24 sur une rampe, ce dernier tombe à l'eau et se brise. Clostermann coule ensuite un autre Do 24 amarré à une bouée. Ne voyant pas de Flak, il fait une seconde attaque, cette fois contre l'aérodrome où il endommage deux Arado Ar 232 et détruit un Junkers Ju 352, tous au sol.
Le 12 mai, au cours d'un défilé aérien au-dessus de Bremerhaven, Clostermann échappe de peu à la mort : deux de ses équipiers entrent en collision, et l'hélice d'un d'eux coupe le fuselage de l'avion de Clostermann, qui parvient, in extremis, à sauter en parachute, tandis que ses deux coéquipiers sont tués. Enfin, à l'issue d'une autre démonstration aérienne, il manque son atterrissage en raison d'une erreur de jugement ; le train n'étant qu'à moitié sorti, l'appareil se pose sur le ventre et sort de la piste. Ces deux derniers incidents confortent Pierre Clostermann dans sa volonté de mettre fin à son engagement dans la RAF.
Il termine la guerre comme lieutenant de l'Armée de l'air française (« Je reçus une note du Ministère de l'Air, contresignée d'un général FFI, m'annonçant que par une grande faveur et à titre exceptionnel, on me nommait Lieutenant de réserve ») et Flight Lieutenant de la Royal Air Force. Il est démobilisé le 27 août 1945 sur sa demande.
Au début du mois de juin 1945, Pierre Clostermann devient le premier pilote français à voler en avion à réaction lorsqu’il effectue, en Allemagne, un vol de convoyage d'un Me 262 pour le compte de la Royal Air Force.
C'est le plus grand as français de la Seconde Guerre mondiale avec 33 victoires homologuées (selon les critères français), la plupart remportées contre des chasseurs ennemis. Il a également détruit au sol de nombreux avions, des locomotives, des camions et d'autres véhicules, ainsi que deux vedettes lance-torpilles, ce qui lui vaut à 24 ans d'être cité à l'ordre du jour « le premier chasseur de France », par le général de Gaulle.

### Théâtres d'opérations extérieurs
Promu commandant, il sert de 1956 à 1957 en Algérie sur Broussard, expérience qui lui inspirera son roman Appui feu sur l'oued Hallaïl. Pierre Clostermann termine sa carrière militaire avec le grade de colonel de réserve de l'Armée de l'air,.

## Vie civile

### Écrivain

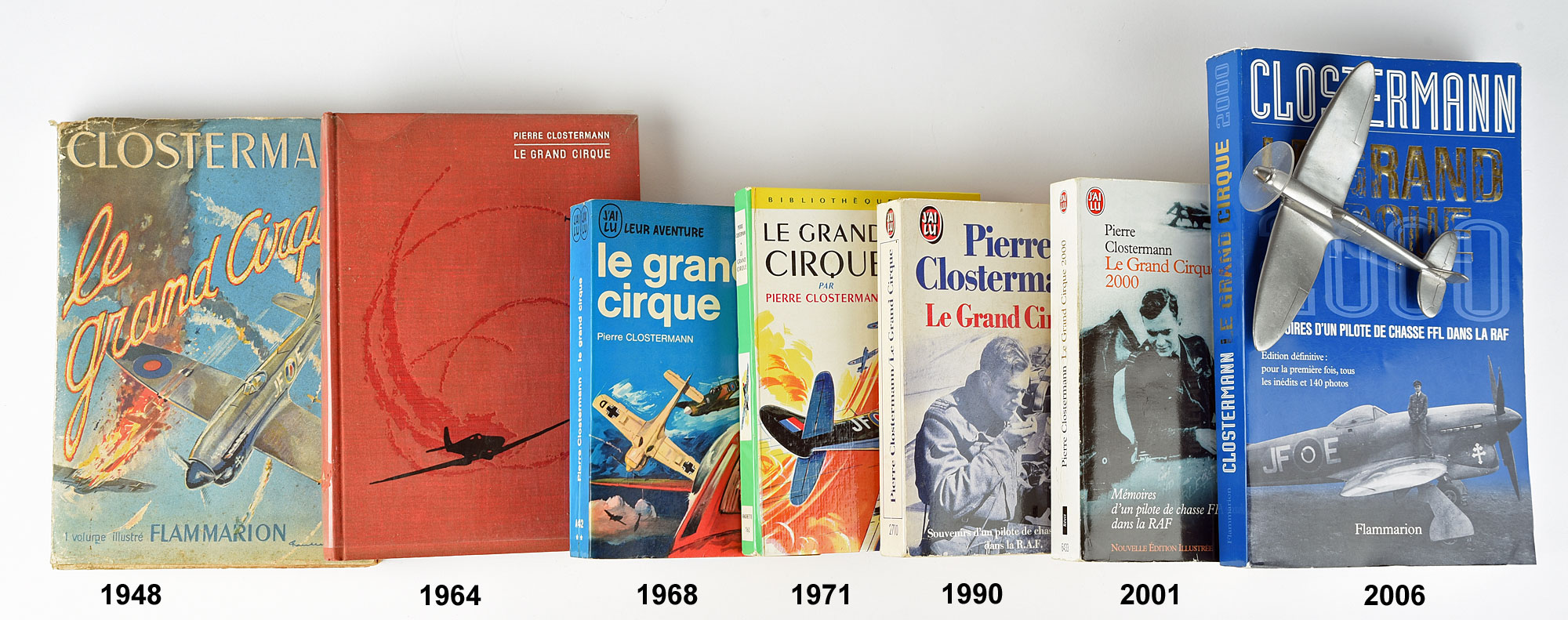
Différentes éditions du Grand Cirque

Après la Seconde Guerre mondiale, il entame une carrière d'écrivain en relatant sa vie de pilote de chasse. Paru en 1948, son ouvrage Le Grand Cirque est publié à 3 millions d'exemplaires, et traduit dans plus de 30 langues. Il rencontre un succès mondial et est adapté en bande dessinée par Christian Mathelot et au cinéma à plusieurs reprises. Selon l'auteur américain William Faulkner, « Le Grand Cirque est le meilleur livre qui soit sorti de la guerre. »
Clostermann publie également des ouvrages sur la pêche au gros, une de ses grandes passions, Des poissons si grands, Spartacus l'espadon, Mémoires au bout d'un fil, et plusieurs livres de souvenirs tels que L'Histoire vécue ou Une vie pas comme les autres.

### Ingénieur aéronautique
Après l'obtention de ses diplômes d'ingénieur aéronautique à la section aéronautique du California Institute of Technology aux États-Unis (ce diplôme ne sera pas reconnu par l'industrie aéronautique militaire française)[réf. nécessaire] et de sciences politiques à l'université d'Oxford, il devient en 1962 directeur commercial de la société des Avions Max Holste qui devient plus tard Reims Aviation, société qui produit sous sa direction près de 5 000 avions de tourisme. Il travailla notamment avec Jean Pichon qui fut Président-directeur général de Reims Aviation. Il est également vice-président de la Cessna Aircraft Company, administrateur du groupe Marcel Dassault pour la sous-traitance du Transall et de l'Airbus A300, et administrateur de Renault.

### Missions diverses
En 1973, Pierre Clostermann enseigne également à l'école d'état-major de l'US Air Force.
Héros des Forces aériennes françaises libres, il connaît une vie aventureuse, côtoyant des personnalités telles que Hemingway, de Gaulle, Che Guevara, Salazar, Rudel, Joseph Kessel et Romain Gary. Parlant couramment le portugais, il sert d'agent de liaison discret entre Paris (de Gaulle) et Lisbonne (Salazar) lors des rébellions anticolonialistes en Angola et au Mozambique.
À la suite du séminaire afro-asiatique de 1965, auquel il est invité par le président algérien Ben Bella, Pierre Clostermann est reçu au domicile de Krim Belkacem, chef historique du Front de libération nationale (FLN) :

« Me voilà donc chez Krim, ne sachant pas trop sur quel pied danser. J'entre dans le salon et la première personne qui vient vers moi est Che Guevara qui me dit : « Je suis très heureux de vous rencontrer. En 1948, à la faculté de médecine, mon professeur de français me faisait lire et traduire des passages du Grand Cirque. On m'a beaucoup parlé de vos convictions libérales et de votre attitude à l'égard du Tiers-monde. » Nous sommes placés côte à côte à table et commençons en espagnol et en français, qu'il parle convenablement, une conversation qui se terminera à 4 heures du matin, assis sur un banc sous une tonnelle du parc de Saint-Georges ! »

— Pierre Clostermann, L'Histoire vécue
C'est durant son enfance au Brésil que ses parents diplomates auraient régulièrement reçu à leur domicile Eugenio Maria Giuseppe Giovanni Pacelli, alors évêque, quinze ans avant qu'il ne devienne le pape Pie XII. C'est en souvenir de cette période et en hommage à ses actes héroïques que le pape Pie XII élève Pierre Clostermann au rang de chevalier dans l'ordre équestre du Saint-Sépulcre de Jérusalem.
Pierre Clostermann a eu trois enfants avec sa femme Jacqueline née Renaudat (1929-2017) : Jacques, Jean-Pierre et Michel.

### Carrière politique
Comme plusieurs fidèles du général de Gaulle, Pierre Clostermann rejoint, après la guerre, l'Union démocratique et socialiste de la Résistance. Conduisant dans le Bas-Rhin la liste du Rassemblement des gauches républicaines et de l'Union gaulliste, il est élu le 2 juin 1946, député de la seconde assemblée constituante par 55 060 suffrages sur 320 411 exprimés. Élu ainsi pour la première fois à 25 ans, il est alors « le plus jeune député de France ». Il sera ensuite réélu 8 fois au Parlement. Élu secrétaire de l'assemblée en 1946 et membre des commissions de la défense nationale, de comptabilité et des pensions civiles et militaires, il vote la confiance au gouvernement Georges Bidault (19 et 26 juin) et contre le projet de constitution.
Il est de nouveau candidat de l'Union gaulliste aux élections législatives du 10 novembre, et sa liste obtient 93 469 voix sur 303 464 suffrages exprimés. Nommé secrétaire de l'Assemblée les 3 décembre 1946 et 14 janvier 1947, il fait partie des commissions de la défense nationale (1946-1949) et des pensions (1950), il est nommé juré à la Haute Cour de justice (1948). Membre du groupe parlementaire de l'UDSR, il anime l'aile gaulliste la plus inconditionnelle de l'UDSR, se heurtant alors, notamment, à François Mitterrand. Puis, en 1948, il quitte l'UDSR, quand le courant gaulliste de ce parti décide de ne plus pratiquer la double appartenance entre l'UDSR et le Rassemblement du peuple français, et s'inscrit au groupe de l'Action démocratique et sociale.
Il soutient le gouvernement Paul Ramadier quand les ministres communistes sont renvoyés (4 mai 1947), vote contre la nationalisation des écoles des houillères (14 mai 1948), s'abstient sur la ratification du plan Marshall (7 juillet), vote pour le Conseil de l'Europe et le traité de l'Atlantique nord (9 et 26 juillet 1949), mais s'oppose à la réforme électorale du 7 mai 1951 créant le scrutin de liste majoritaire départemental avec apparentement.
Tête de liste RPF dans la Marne aux élections législatives du 17 juin suivant, celle-ci obtient 26,2 % des voix, lui-même étant réélu par 49 501 suffrages sur 175 364 exprimés. À l'Assemblée, il est membre des commissions de la défense nationale (1951) et de la famille (1955), et suppléant à la commission des immunités parlementaires (1955). Il vote pour les lois Marie et Barangé favorables à l'enseignement privé (21 septembre 1951), contre la CECA (13 décembre), s'abstient lors de l'investiture d'Antoine Pinay (6 mars 1952) et de Joseph Laniel (26 juin 1953) auquel il refuse la confiance après Điện Biên Phủ (13 mai et 12 juin 1954), vote l'investiture de Pierre Mendès France (17 juin) et les accords de Genève qui mettent fin à la guerre d'Indochine (23 juillet), s'oppose à la CED, vote les accords de Londres (12 octobre) et de Paris (29 décembre) sur la fin de l'occupation de l'Allemagne et son réarmement.
Il vote en faveur de la politique de Pierre Mendès France en Afrique du Nord en 1954, période où il fait partie des quelques gaullistes qui ont soutenu, selon les historiens, les libéraux du Maroc, critiquant les inégalités du système colonial, notamment dans le quotidien Maroc-Presse, malgré les intimidations de La Main rouge, émanation et paravent du SDECE, qui le visent à travers un de leurs attentats.
Lors de la chute de Pierre Mendès France le 4 février 1955, il accorde sa confiance à son successeur Edgar Faure (23 février), notamment sur la réforme électorale et la date des élections (16 et 29 novembre, jour de la chute du cabinet).
Candidat dans la 1re circonscription de la Seine en seconde position sur la liste radicale de Vincent de Moro Giafferi lors des élections anticipées du 2 janvier 1956, il est réélu par 81 404 voix sur 457 266 suffrages exprimés. Inscrit au groupe républicain radical et radical-socialiste, il est membre des commissions de la défense nationale et de la marine marchande (1956-1957). Il vote l'investiture de Guy Mollet (31 janvier 1956) et les pouvoirs spéciaux en Algérie (12 mars), avant d'obtenir son congé à compter du 26 juin pour participer aux opérations en Algérie. De retour à l'Assemblée, il vote contre la CEE et l'Euratom (9 juillet 1957), en faveur de la confiance lors de l'investiture du gouvernement Pierre Pflimlin (13 mai 1958), contre l'instauration de l'état d'urgence le 16, pour l'investiture du général de Gaulle (1er juin) et pour la révision constitutionnelle (2 juin).
Réélu député UNR-UDT de la 5e circonscription de Seine-et-Oise en 1962, député UDVème de la 4e circonscription des Yvelines en 1967 et député UDR des Yvelines en 1968, il démissionne le 19 septembre 1969 pour permettre à Maurice Couve de Murville de retrouver un siège à l'Assemblée, où il occupe la vice-présidence de la commission de la défense nationale et des forces armées de 1963 à 1969 (en définitive, l'ancien premier ministre, Maurice Couve de Murville échoue à cette législative partielle, battu par un candidat de gauche, Michel Rocard).
Il a également été membre du comité d'honneur du Mouvement initiative et liberté, créé en 1981 après la victoire de la gauche.

### Décès et sépulture

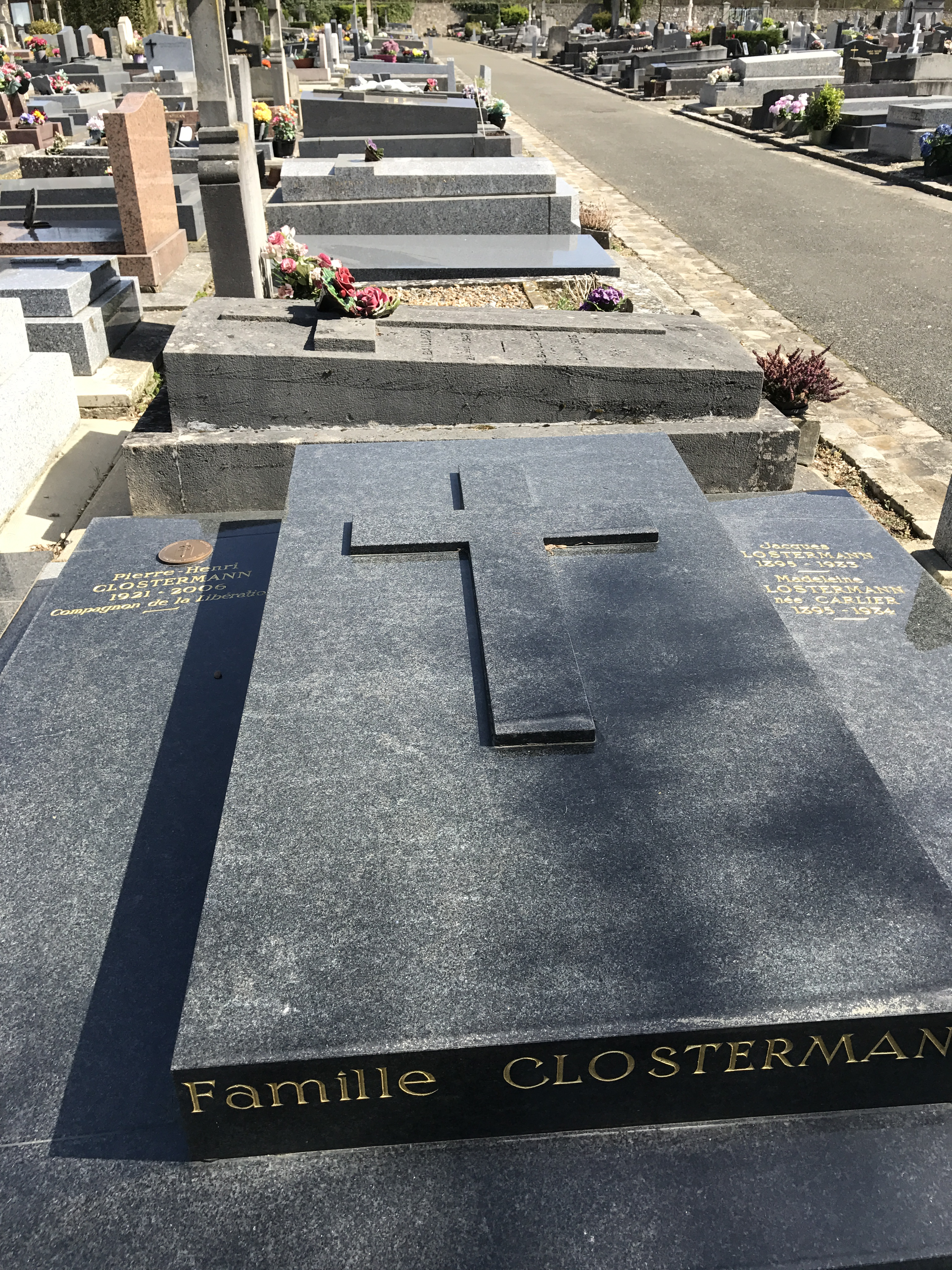
Tombe de Pierre Clostermann au cimetière du Chesnay (78), division V.

Le héros de la France Libre (France combattante) est décédé à son domicile de Montesquieu-des-Albères (Pyrénées-Orientales) le 22 mars 2006. Il venait de fêter ses 85 ans.
Après des funérailles solennelles en l'église de Saint-Louis-des-Invalides, il fut inhumé au cimetière du Chesnay (Yvelines) où il avait vécu et où sa famille possédait un caveau dans la partie ancienne.

## Décorations
Pierre Clostermann a reçu la croix de guerre avec 27 citations, ainsi que la Distinguished Flying Cross and bar, une haute décoration britannique (décernée également à de nombreux aviateurs étrangers). À la date de son décès, il était l'homme « le plus décoré de France ».

### Rubans
|  |  |  |  |
|  |  |  |  |
|  |  |  |  |
|  |  |  |  |
|  |  |  |  |

### Intitulés des décorations françaises
- Grand-croix de la Légion d'honneur
- Compagnon de la Libération - décret du 21 janvier 1946
- Médaille militaire
- Croix de guerre 1939-1945 avec 27 palmes
- Croix de la Valeur militaire avec 2 citations
- Médaille de la Résistance avec rosette
- Médaille de l'Aéronautique
- Médaille commémorative des opérations de sécurité et de maintien de l'ordre en Afrique du Nord
- Insigne des blessés militaires
- Médaille de la France libre

### Intitulés des décorations étrangères
- Distinguished Flying Cross and bar  Royaume-Uni
- France and Germany Star  Royaume-Uni
- The 1939-1945 Star  Royaume-Uni
- Distinguished Service Cross  États-Unis
- Silver Star  États-Unis
- Air Medal  États-Unis
- Grand officier du Nicham Iftikhar  Tunisie
- Commandeur de l'Ordre du Ouissam alaouite  Maroc
- Croix de guerre belge « avec citation »  Belgique
- Chevalier de l'ordre équestre du Saint-Sépulcre de Jérusalem  Vatican
- Médaille de l'Ordre du Dannebrog (par le roi Christian X de Danemark le 23 juin 1945)  Danemark
- Ordem de Cristo Comandante (commandeur)  Portugal
- Medalha de Mérito Militar 1ª classe MPMM - Comandante (commandeur)  Portugal
- Ordem do Mérito Aeronáutico Oficial (officier)  Brésil
- Ordem Nacional do Cruzeiro do Sul Oficial (officier)  Brésil

## Œuvres
- Le Grand Cirque : mémoires d'un pilote de chasse FFL dans la RAF, éditions Flammarion, Paris, 1948, 307 p., (BNF 19536861). Nombreuses rééditions, dont, au format de poche : Éditions J'ai lu, coll. « Leur aventure » no A42/43. Adaptation en bande dessinée par Christian Mathelot en 1950, aux éd. Flammarion.
- Feux du ciel, éditions Flammarion, Paris, 1951, 278 p., (BNF 31953684). Réédition au format de poche : Éditions J'ai lu, coll. « Leur aventure » no A6.
- Appui-feu sur l'oued Hallaïl, éditions Flammarion, coll. « L'Aventure vécue », Paris, 1960, 221 p., (BNF 32952497).
- Des poissons si grands, Flammarion, 1963
- Spartacus, l'espadon, Paris, Flammarion, 1989 (ISBN 978-2-08-066421-1)
- Clostermann et Daniel Costelle, Une sacrée guerre! : Daniel Costelle questionne et enregistre les réponses de l'auteur sur sa vie, sa guerre et ses aventures, 1921-1945, Paris, Flammarion, coll. « Fiction Française », 1990 (ISBN 978-2-08-066445-7 et 2-080-66445-X)
- Mémoires au bout d'un fil, Paris, Arthaud, 1994, 351 p. (ISBN 978-2-7003-1040-5)
- L'histoire vécue : un demi-siècle de secrets d'État, Paris, Flammarion, 1998, 321 p., + 8 p. de planches illustrées (ISBN 2-08-067586-9, BNF 36991180).
- Le Grand Cirque 2000 : mémoires d'un pilote de chasse FFL dans la RAF, Paris, Flammarion, 2001 (ISBN 2-08-068044-7) (édition refondue de l'ouvrage de 1948)
- Une vie pas comme les autres : mémoires, Paris, Flammarion, 2005 (ISBN 978-2-08-068824-8)

Pierre Clostermann a traduit et préfacé Jonathan Livingston le goéland de Richard Bach.
Il est de plus l'auteur de nombreuses préfaces : Pilote de Stukas de Hans-Ulrich Rudel, Les Éperviers de la mer, Roland Garros, Le Temps des Partisans, Le Temps des Aigles, La Dernière Tempête, Dictionnaire universel de l'aviation, Paul Lengellé : "l'un des peintres les plus marquants de l'histoire de l'aviation", Les Insignes de l'Aéronautique Militaire Française jusqu'en 1918, Briseurs de Barrages, Chemins D'Ecume, La Pêche en Bord de Mer, La pêche à la traîne, etc.

## Hommages
La promotion 2006 de l'École de l'air porte son nom.
Une stèle en hommage à Pierre Clostermann est érigée sur l'avenue du 8 mai 1945, Marignane, Bouches-du-Rhône, PACA
Un square est nommé Pierre-Clostermann à Longues-sur-Mer, Calvados, Basse-Normandie.
Une avenue Pierre-Clostermann à Montierchaume, Indre, Centre-Val de Loire.
Les rues Pierre-Clostermann, à :
- Le Chesnay, Yvelines, Île-de-France, où Clostermann a vécu et est enterré[44] ;
- Biscarrosse, Landes, Nouvelle-Aquitaine ;
- Calais, Pas-de- Calais, Hauts-de-France ;
- Mont-de-Marsan, Landes, Nouvelle-Aquitaine ;
- Aubigny-sur-Nère, Cher, Centre, inaugurée en avril 2010[45] ;
- Dugny, Seine-Saint-Denis, Île-de-France[46] ;
- Le Havre, Seine-Maritime, Haute-Normandie, depuis 2004[47] ;
- Meaux, Seine-et-Marne, Ile-de-France ;
- Garges-lès-Gonesse, Val-d'Oise, Île-de-France ;
- Reims, Marne, Champagne-Ardenne ;
- Rethel, Ardennes, Champagne-Ardenne ;
- Toulouse, Haute-Garonne, Languedoc-Roussillon-Midi-Pyrénées ;
- Le Portel, Pas-de-Calais, Hauts-de-France ;
- Artigues-près-Bordeaux, Gironde, Nouvelle-Aquitaine ;
- Déols, Indre, Centre-Val de Loire ;
- Saint-Denis-lès-Bourg, Ain, Auvergne-Rhône-Alpes ;
- Pornic, Loire-Atlantique, Pays de la Loire ;
- Dachstein, Bas-Rhin, Grand Est ;

Autres hommages :
- Il est évoqué dans le 323e des 480 souvenirs cités par Georges Perec dans Je me souviens.
- Il sert de modèle au personnage de Perrine H. Clostermann dans le manga Strike Witches.

## Tableau de chasse
Selon l'ouvrage Le Grand Cirque, 33 victoires homologuées en combat aérien suivant les règles de l'Armée de l'air :
- 19 Focke-Wulf Fw 190
- 7 Messerschmitt Bf 109
- 2 Dornier Do 24
- 1 Fieseler Fi 156
- 1 Junkers Ju 252
- 1 Junkers Ju 88
- 1 Junkers Ju 290
- 1 Heinkel He 111

24 avions divers détruits ou mis hors de combat au cours de mitraillages d'aérodromes :
- 7 Junkers Ju 88  et Ju 188
- 6 Dornier Do 18
- 4 Heinkel He 177
- 3 Arado Ar 232
- 2 Focke-Wulf Fw 190
- 1 Junkers Ju 252
- 1 Blohm & Voss

12 appareils endommagés ou probablement détruits en combat aérien :
- 6 Focke-Wulf Fw 190
- 6 Messerschmitt Bf 109

Objectifs détruits au cours de missions d'assaut :
- 72 locomotives et une centaine de trains attaqués
- 225 camions de transports routiers, dont une trentaine de camions-citernes
- 5 tanks
- 2 vedettes lance-torpilles
- 1 sous-marin de 500 tonnes en coopération
- Divers objectifs attaqués tels que raffinerie, ponts…

Il totalise :
- 293 missions de guerre offensives à grand rayon d'action
- 97 missions d'assaut et de bombardement
- 40 missions de chasse défensives

soit un total de près de 2 000 heures de vol dont 600 en mission de guerre.
Pierre Clostermann ne revendique personnellement que 23 victoires homologuées et individuelles sur la base du tableau dressé le 1er novembre 1945 par le Fighter Command et signé de l’Air Vice Marshal H. J. Broadhurst. Néanmoins les croix peintes sur son avion (33) et le service historique de l'armée (19+14) nous donnent le nombre de 33 victoires. Ce débat illustre la difficulté d'établir un palmarès selon des règles différentes notamment par le fait que les homologations se subdivisent entre les victoires individuelles sûres (avions détruits individuellement en combat), les avions probablement détruits en combat (victoires probables), les avions endommagés en combat, les avions détruits au sol, les avions probablement détruits au sol, les avions endommagés au sol... Certains décomptes retenant les uns et pas les autres.
| 8 victoires sur Spitfire IX : | 15 victoires sur Tempest V : |
| --- | --- |
| - 27/07/1943 : 2 Fw 190 - 27/08/1943 : 1 Fw 190 - 15/06/1944 : 1 Bf 109 - 26/06/1944 : 1 Fw 190 - 29/06/1944 : 1 Fw 190 - 02/07/1944 : 2 Fw 190 | - 05/03/1945 : 1 Bf 109 - 14/03/1945 : 2 Bf 109 - 28/03/1945 : 1 Fi 156 (au sol) - 02/04/1945 : 1 Fw 190 D - 19/04/1945 : 2 He 177 (au sol) - 20/04/1945 : 2 Fw 190 D - 03/05/1945 : 1 Fw 190 + 2 Do 24 + 1 Ju 352 (tous au sol ou sur l'eau) - 04/05/1945 : 2 Do 18 (au sol) |

### Podcast
- Interview du 08 août 1996 sur France Culture: https://podcasts.apple.com/de/podcast/les-nuits-de-france-culture/id971325128?l=en&i=1000612103397

### Filmographie
- Le Grand Cirque (1949) de Georges Peclet, P. Clostermann joué par Pierre Cressoy.
- Clostermann : les as de la France libre, film documentaire de Jean-Louis Bernardelli, GCB média, Palaiseau, s. d., 55 min (DVD)